# Prowincja Yala
Yala (taj. ยะลา) – jedna z prowincji (changwat) Tajlandii na Półwyspie Malajskim. Sąsiaduje z prowincjami Songkhla, Pattani i Narathiwat oraz z malezyjskimi prowincjami Kedah i Perak.